# William Mason Gray
William Mason "Bill" Gray (Detroit, Michigan, 9 d'octubre de 1929 - Fort Collins, Colorado, 16 d'abril de 2016) va ser un meteoròleg estatunidenc, pioner en la ciència de predir huracans.
El 1952 va rebre el grau Bachelor of Science en Geografia de la George Washington University, i el 1959 el seu Màster (grau) en Meteorologia per la University of Chicago, on va defensar el seu Doctorat en Ciències geofísiques el 1964.
Gray va ser Professor Emèrit de Ciències de l'Atmosfera en la Colorado State University (CSU), i director del "Projecte de Meteorologia Tropical" en el Departament de Ciències de l'Atmosfera del CSU. Va servir com pronosticador del temps per la Força Aèria dels Estats Units, i va ser assistent investigador en el Departament de Meteorologia de la University of Chicago. Es va unir a la universitat de Colorado el 1961. Va ser supervisor de més de 70 doctorands de Ph.D. i de M.S.
Gray era conegut pels seus pronòstics estacionals dels ciclons tropicals Atlàntics. Gray va ser pioner en el concepte de pronòstic "estacional" d'huracans de mesos en avanç de la severitat de l'estació entrant d'huracans. Gray i el seu equip (incloent a Christopher W. Landsea, Paul W. Mielke Jr., i a Kenneth J. Berry, entre d'altres) han estat realitzant aquests pronòstics des de 1984.
Després de la temporada d'huracans de l'Atlàntic de 2005, Gray va anunciar que deixava la seva tasca com a autoritat primària del sistema de pronòstics de ciclons tropicals del CSU, passant-li el rol a Philip J. Klotzbach. Gray va indicar que treballaria més sobre l'escalfament global. Els seus conceptes i visions sobre l'escalfament global són controversistes, ja que no atribueix l'escalfament global a causes antropogèniques, i ha estat criticat per això.

## Pronòstics estacionals d'huracans
Gray va desenvolupar una metodologia de pronòstics estacionals d'huracans en la dècada del 1980 i va començar a reportar aquests pronòstics al públic; així els seus pronòstics van ser àmpliament discutits en els mitjans dels EUA. Aquestes estadístiques preliminars es llançaven abans de l'arrencada de l'estació d'huracans, i després es revisaven davant el progrés de l'estació.